# 애시군

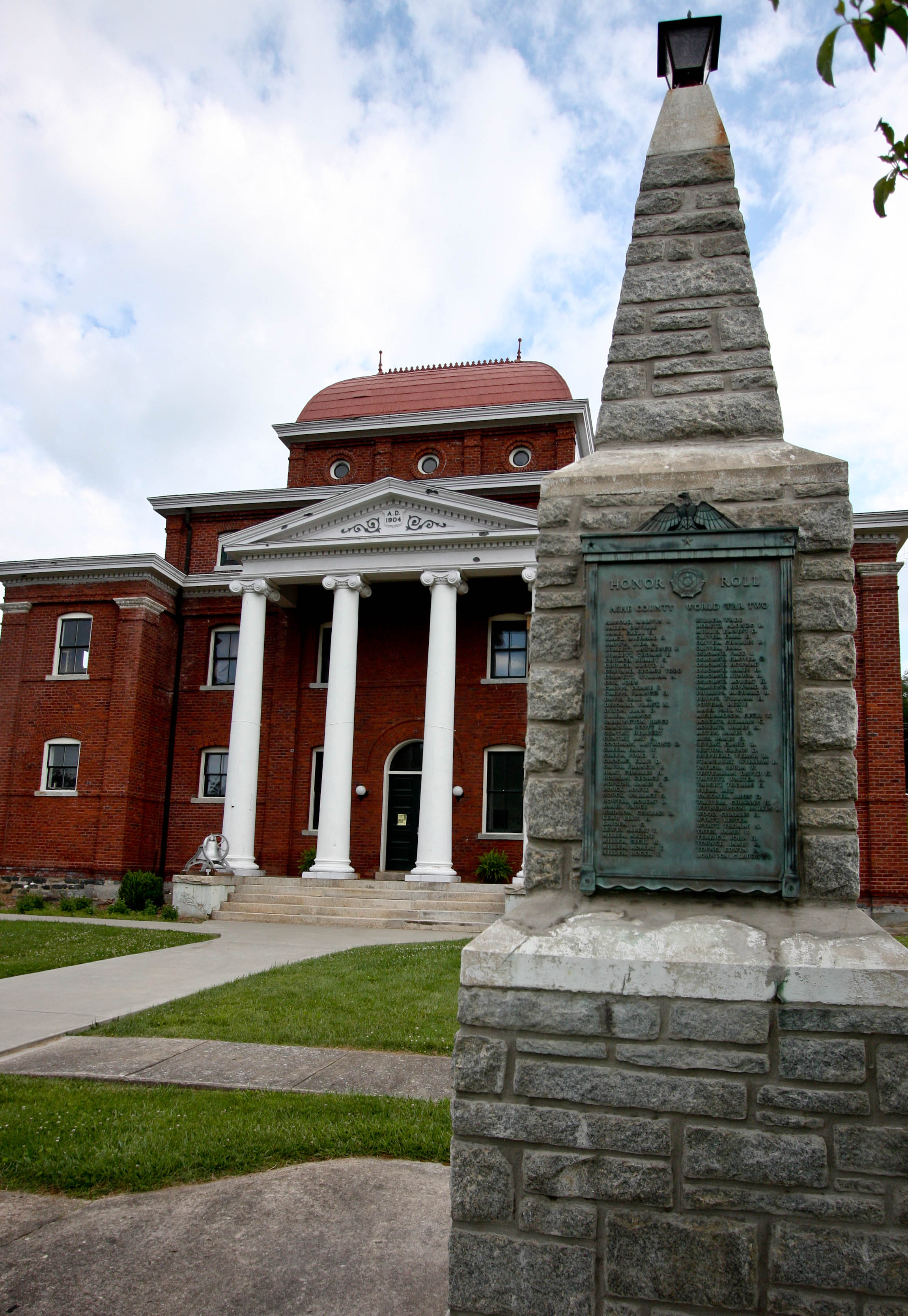

애시군 또는 애시 카운티(Ashe County)는 미국 노스캐롤라이나주에 위치한 군이다. 2010년 기준으로 이 지역의 인구 수는 총 27,281명이다. 2019년 추산으로 이 지역의 총 인구 수는 27,203명이다.
과거에는 체로키족이나 머스코기족 등의 미국 원주민 들이 거주했으며, 모라비아 형제회의 아우구스트 고틀리프 스팡겐베르크 (August Gottlieb Spangenberg) 주교와 동료들이 버지니아 주의 100,000 에이커의 영토를 정착지로 받아 1771년 대니얼 분 등과 함께 정착하였다.

## 인구
| 인구조사                                                      | 인구   | Note  | %±    |
| ------------------------------------------------------------- | ------ | ----- | ----- |
| 1800년                                                        | 2,783  |       | —     |
| 1810년                                                        | 3,694  |       | 32.7% |
| 1820년                                                        | 4,335  |       | 17.4% |
| 1830년                                                        | 6,987  |       | 61.2% |
| 1840년                                                        | 7,467  |       | 6.9%  |
| 1850년                                                        | 8,777  |       | 17.5% |
| 1860년                                                        | 7,956  |       | −9.4% |
| 1870년                                                        | 9,573  |       | 20.3% |
| 1880년                                                        | 14,437 |       | 50.8% |
| 1890년                                                        | 15,628 |       | 8.2%  |
| 1900년                                                        | 19,581 |       | 25.3% |
| 1910년                                                        | 19,074 |       | −2.6% |
| 1920년                                                        | 21,001 |       | 10.1% |
| 1930년                                                        | 21,019 |       | 0.1%  |
| 1940년                                                        | 22,664 |       | 7.8%  |
| 1950년                                                        | 21,878 |       | −3.5% |
| 1960년                                                        | 19,768 |       | −9.6% |
| 1970년                                                        | 19,571 |       | −1.0% |
| 1980년                                                        | 22,325 |       | 14.1% |
| 1990년                                                        | 22,209 |       | −0.5% |
| 2000년                                                        | 24,384 |       | 9.8%  |
| 2010년                                                        | 27,281 |       | 11.9% |
| 2019 (추산)                                                   | 27,203 | [ 2 ] | −0.3% |
| U.S. Decennial Census 1790–1960 1900–1990 1990–2000 2010–2014 |        |       |       |

## 같이 보기
- 노스캐롤라이나주의 군 목록